# Chiesa greco-cattolica albanese
La Chiesa greco-cattolica albanese (in albanese: Kisha bizantine shqiptare) è una parte della Chiesa cattolica che adotta il rito bizantino e i cui membri vivono attualmente soprattutto nel sud dell'Albania.

## Descrizione
I greco-cattolici albanesi dipendono giuridicamente dall'amministrazione apostolica dell'Albania meridionale, la cui giurisdizione si estende su un totale di circa 1.900 fedeli, numero che comprende sia quelli di rito latino sia quelli di rito bizantino. L'albanese è la lingua liturgica, mentre il greco antico - essendo Chiesa di tradizione costantinopolitana - è storicamente lingua ausiliaria. La Chiesa di rito greco-cattolico in Albania è strettamente legata alla Chiesa cattolica italo-albanese, con la quale c'è una comunanza di storia e di tradizioni.

## Storia
Il cristianesimo si diffuse in Albania (allora l'Illirico) con la predicazione degli apostoli fin dai primi secoli dopo Cristo. La particolare posizione geografica del paese fece sì che questo, con la divisione tra Impero romano d’Oriente e d’Occidente, divenisse una marca di frontiera tra le due visioni della cristianità e che il suo territorio fosse conteso, anche sotto il profilo ecclesiastico, tra Roma e Bisanzio.

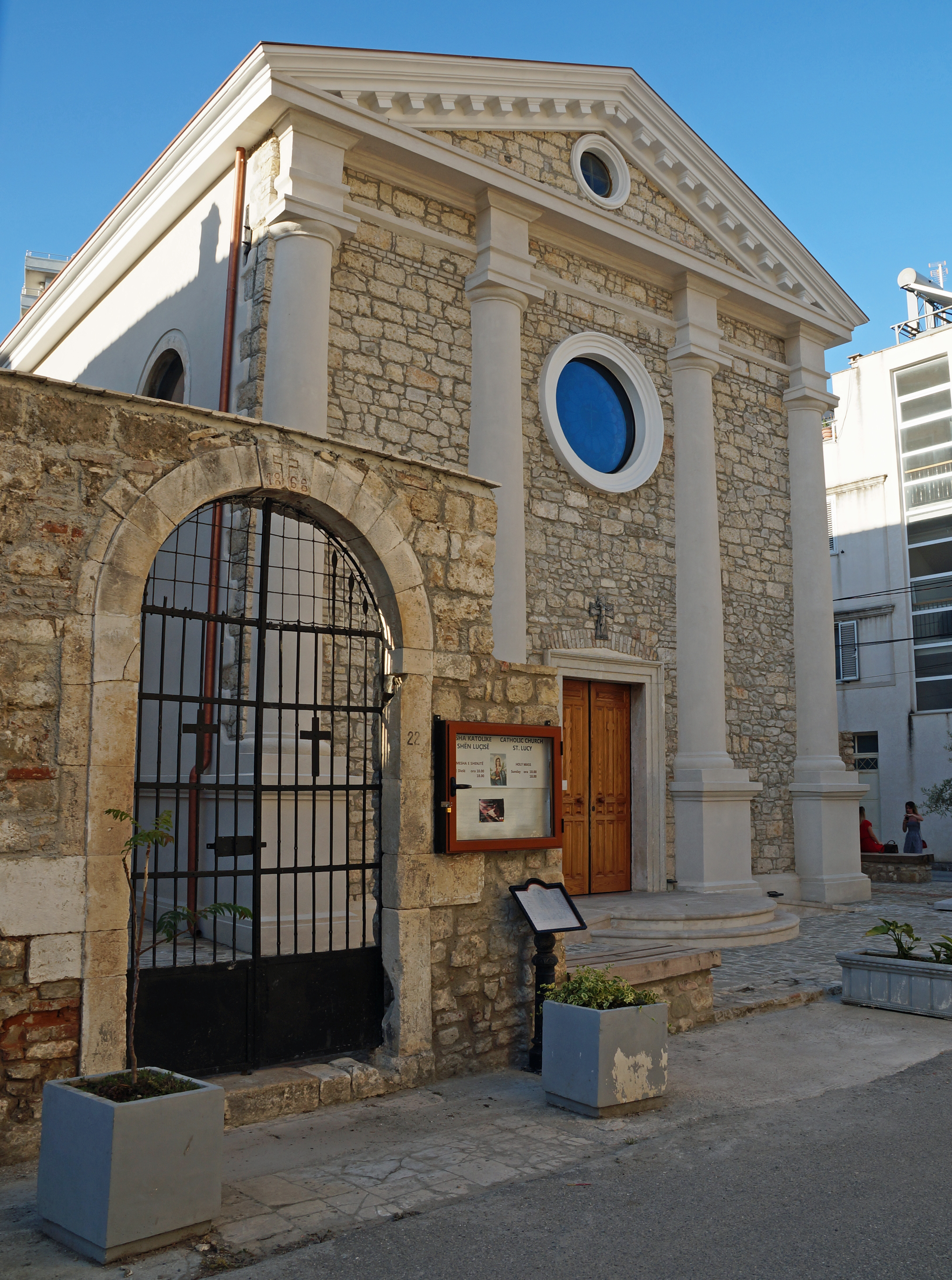
L'antica cattedrale di Santa Lucia della Diocesi di Durazzo.

Nonostante il rito liturgico greco fosse in uso nella gran parte delle sue chiese, l'Albania fece parte del Patriarcato di Roma fino al 731, quando l'imperatore bizantino Leone III l'Isaurico, in risposta all'opposizione di papa Gregorio III alla politica iconoclasta imperiale, unì l'intero Illirico orientale al Patriarcato di Costantinopoli.

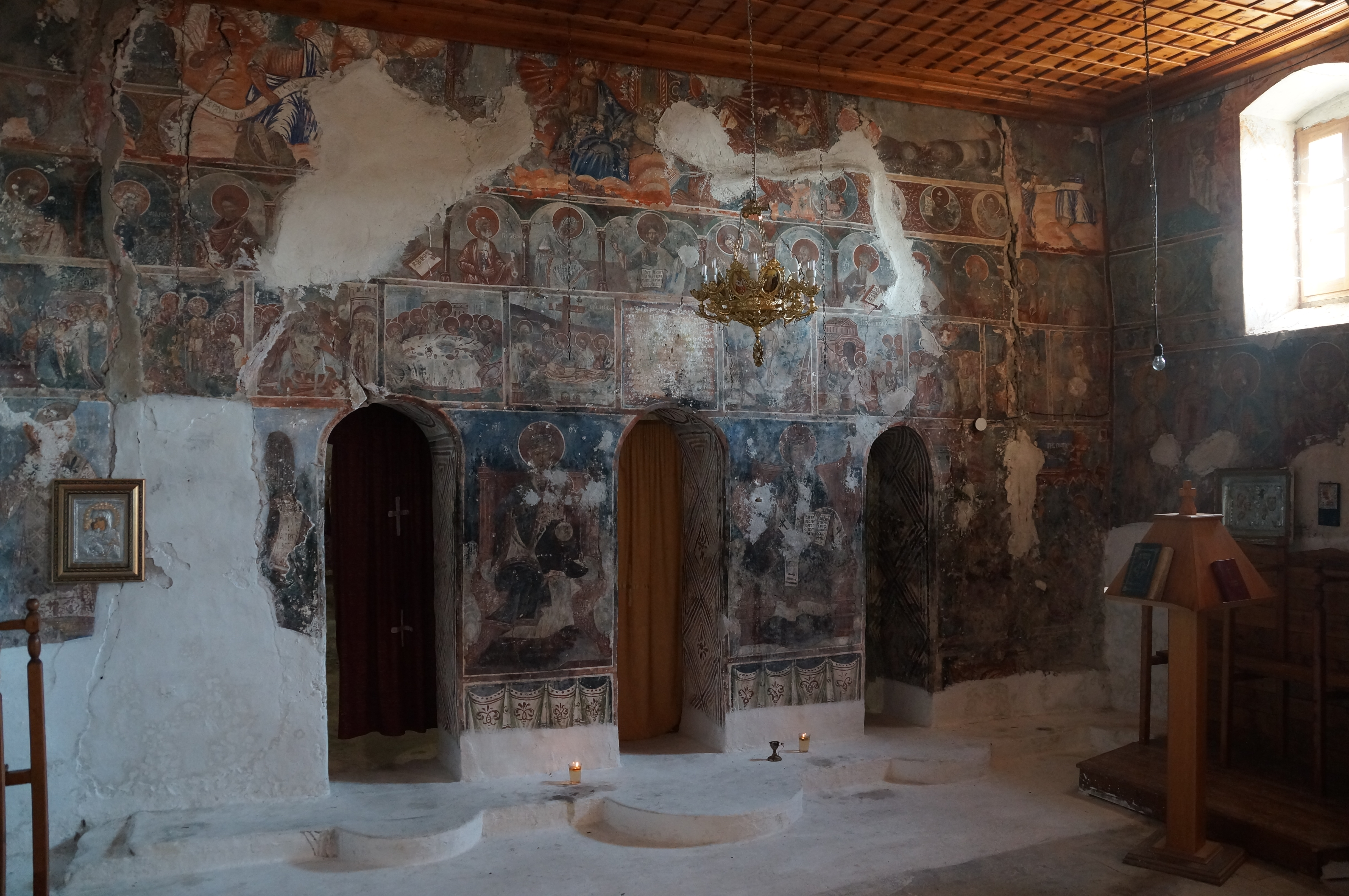
Dhërmi (Himara), chiesa di Santa Maria, iconostasi.

La dominazione politica bizantina di tutti i Balcani portò il Paese nell’orbita del cristianesimo d’Oriente e questa situazione si protrasse per l’Albania fino al XIII secolo, quando il nord del Paese cadde sotto l’influenza politica della Serenissima che dalla vicina Dalmazia e da Ragusa espandeva i suoi interessi e la penetrazione commerciale verso Scutari. Fu in questo frangente che l'influenza latina (rito romano) già presente nel centro-nord dai tempi dello scisma tra cattolicesimo e Chiesa ortodossa si accrebbe, mentre il centro-sud rimase nella sfera bizantina (rito greco).
Dopo la conquista turca, dopo il 1478, numerosissimi albanesi (arbëreshët) professanti il rito greco emigrarono esuli in particolare modo verso l'Italia. Del XV secolo sino al XVIII secolo gli albanesi che non avevano potuto prendere il largo verso terre libere dovettero subire una dura repressione religiosa, politica e culturale ottomana, eccetto gli abitanti settentrionali da Scutari sino alle Alpi che si sviluppano tra nord est, centro e ovest, che non subirono repressioni grazie alle loro ribellioni antiottomane, alla forte cultura cattolica e all'appoggio di papa Papa Pio II e papa Callisto III. Circa due terzi della popolazione del centro e sud si convertirono obbligatoriamente all'Islam.

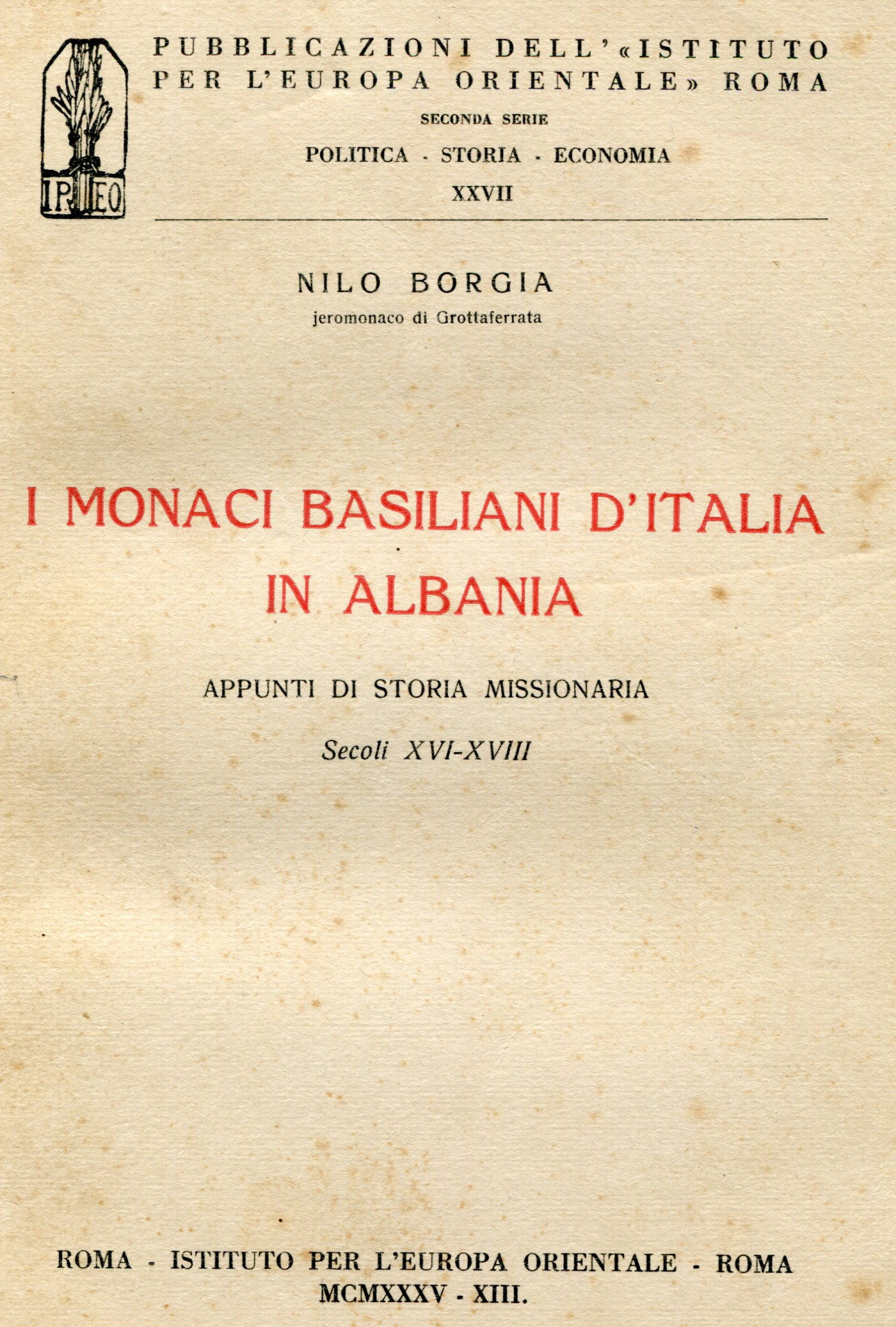
Nilo Borgia, I monaci Basiliani d'italia in Albania. Appunti di storia missionaria. Secoli XVI-XVIII, Roma, 1935-1943.

Numerosi missionari greco-cattolici albanesi d'Italia fra il XVII secolo e il XVIII secolo furono arcivescovi titolari di Durazzo, Ohrid e vicari apostolici di Himara. Una missione cattolica era attiva nel sud tra dal 1660, quando l'arcivescovo ortodosso si unì alla Chiesa cattolica, al 1765, quando il tentativo fu abbandonato a causa di ostacoli posti dai governanti ottomani. 

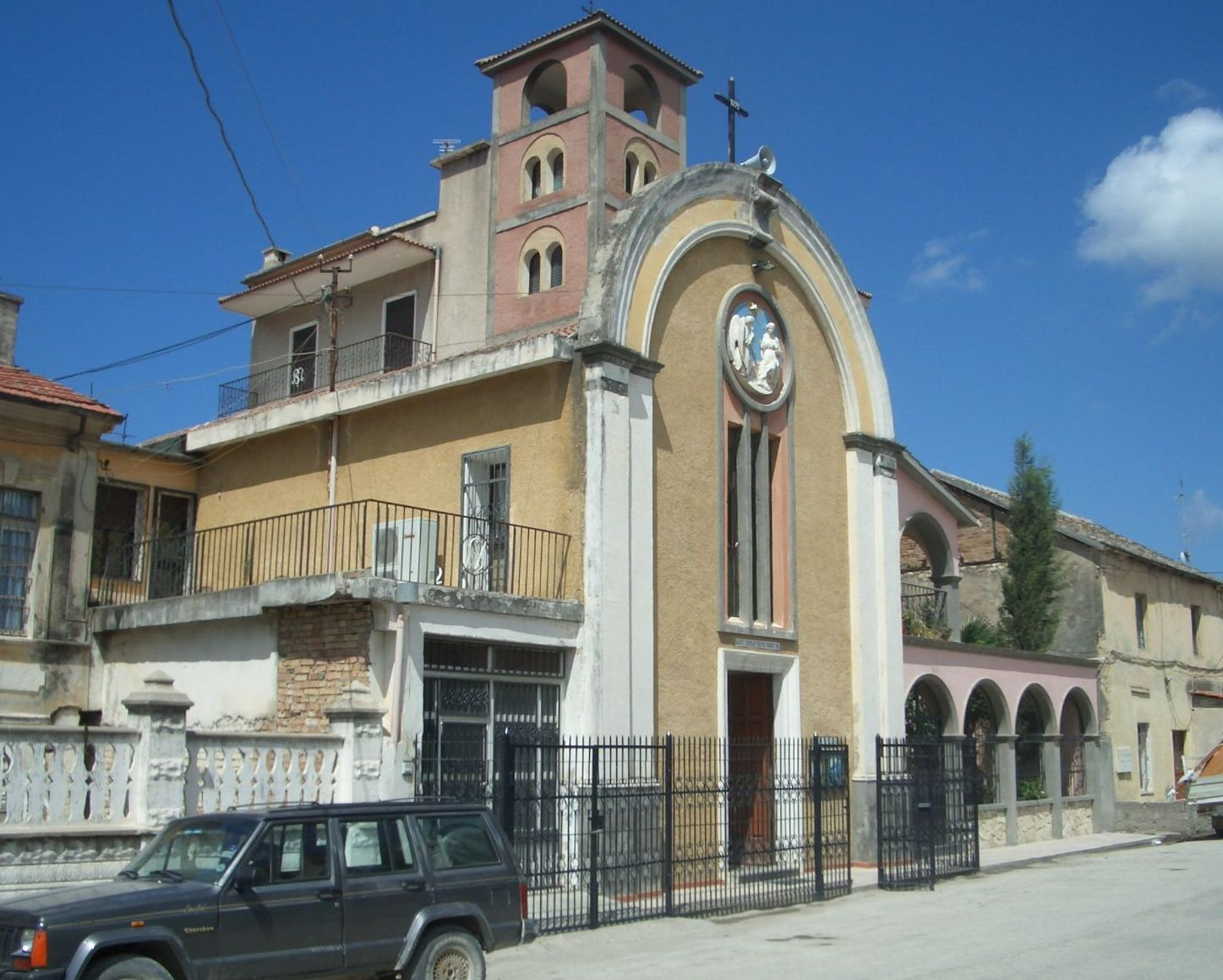
La chiesa cattolica di rito bizantino a Valona.

Nel 1895 un gruppo di villaggi nel Mali Shpati, a sud-est di Elbasan nell'Albania centrale, decise di passare nuovamente in comunione con il cattolicesimo e chiese un vescovo cattolico per il loro rito, proposta a cui i rappresentanti consolari di Russia e Montenegro sollevarono obiezioni presso le autorità civili. Quasi contemporaneamente sorse un altro gruppo di greco-cattolici, basato su un archimandrita che era nipote del metropolita ortodosso. Il loro numero crebbe in maniera limitata, ma abbastanza perché l'Albania meridionale divenisse nel 1939 una giurisdizione ecclesiastica separata, sotto la cura di un amministratore apostolico. Tuttavia, dopo meno di sette anni, l'amministratore fu espulso, e sembrò perdersi il contatto con i fedeli bizantini, che si ritrovarono sotto stretto controllo comunista.
Nel 1967 l'Albania comunista fu ufficialmente dichiarata stato ateo, impedendo il culto.
Solo nel 1992 fu possibile nominare un nuovo amministratore apostolico. Inizialmente l'incarico fu dato al rappresentante diplomatico della Santa Sede a Tirana, l'arcivescovo Ivan Dias, che in seguito divenne arcivescovo di Bombay e cardinale. Il suo successore come amministratore apostolico (ma non come nunzio), è stato il vescovo di origine kosovara francescano di rito bizantino Hil Kabashi, che fu nominato nel 1996.

## Territorio

Territorio dell'amministrazione apostolica dell'Albania meridionale in cui è presente la comunità cattolica albanese di rito bizantino

Nel territorio albanese sono presenti ordini religiosi femminili e maschili che professano il rito orientale: la congregazione delle suore basiliane figlie di Santa Macrina; storicamente era presente l'ordine basiliano di Grottaferrata.
Nel quartiere Kala di Elbasan, fuori dalle mura, si trova la chiesa bizantina San Pietro (Kisha Bizantine Shën Pjetri), già in rovina a causa della chiusura al culto per ordine del regime comunista in Albania.

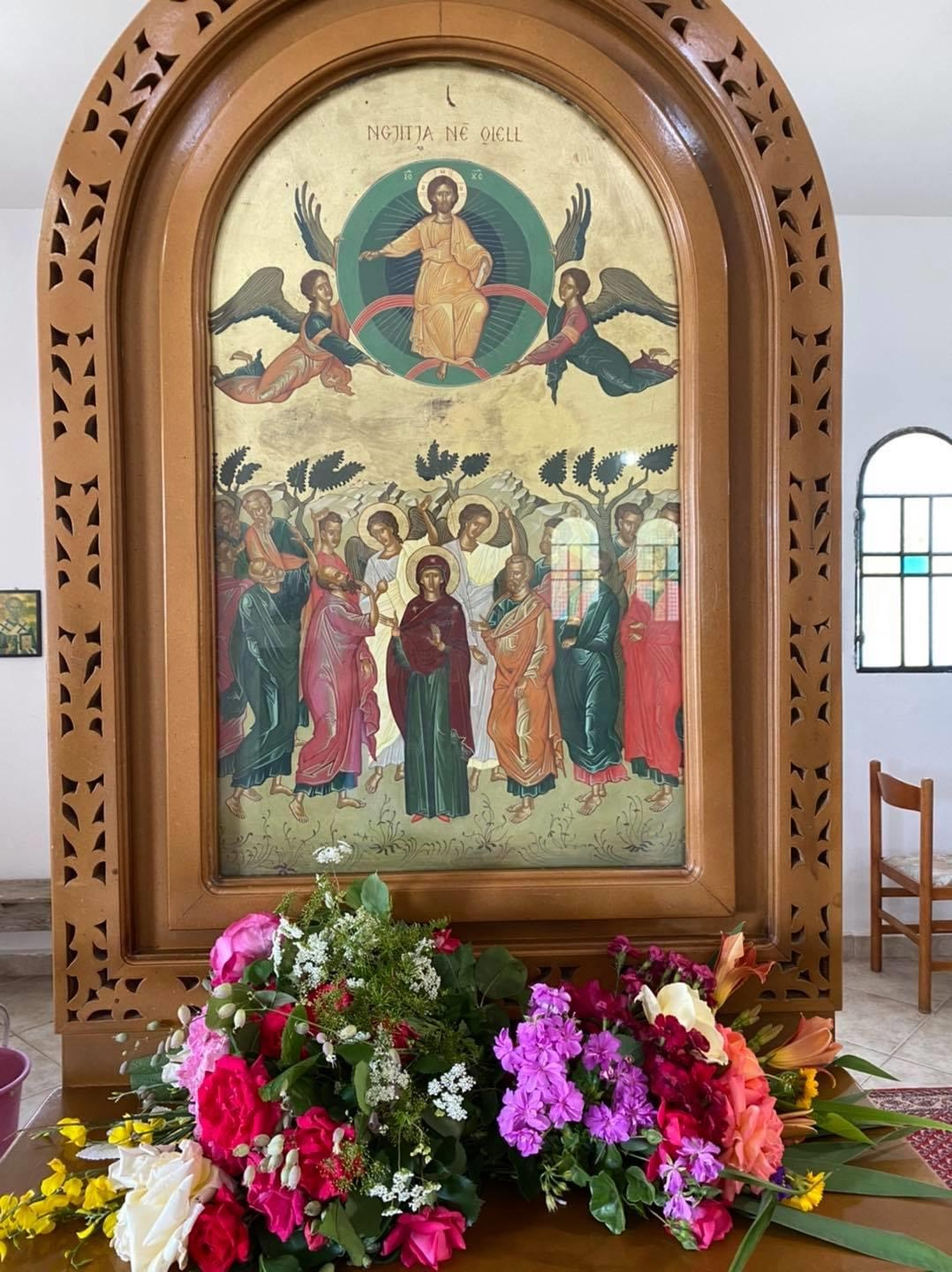
Icona neobizantina in lingua albanese della resurrezione di Cristo.

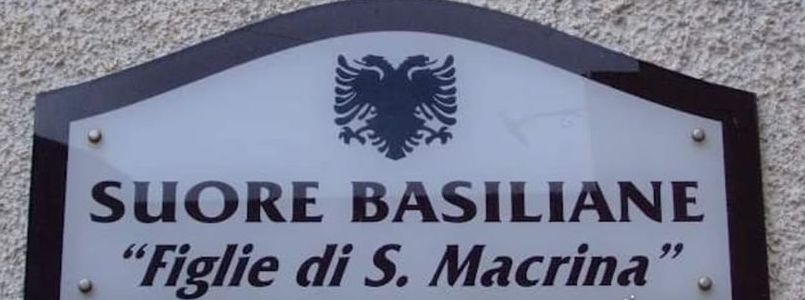
Stemma Suore basiliane figlie di Santa Macrina.

Sulle orme delle missioni del XVI e XVII secolo, la chiesa di San Pietro fu costruita nel 1926 dai monaci basiliani italo-albanesi di Grottaferrata, in missione in quel tempo in Albania. La chiesa sarebbe stata gestita dal monaco albanese Pjetër Sofronio, insieme ai molti altri monaci basiliani che si trovavano nel Paese.
Più tardi, al tempo di re Zog, la chiesa ebbe a ricevere polemiche dagli ortodossi filogreci che tendevano a voler annettere anche il sud dell'Albania alla Grecia moderna e ostruivano gli italo-albanesi sapendo quanto il loro apporto culturale e apostolico avrebbe rafforzato la coscienza degli albanesi locali nelle loro radici cristiane. La chiesa comunque resistette e continuò a fiorire, anche perché per niente ostacolati dagli albanesi. Ebbe un grave colpo durante il regime comunista negli anni 1944 - 1991, diventando un magazzino, e solo con l'avvento della democrazia cinquant'anni dopo è stata ripristinata al culto, così come desiderato da Papàs Sofronio che intanto si era dovuto trasferire presso l'eparchia di Piana degli Albanesi. 
Rimasta nel cuore dei monaci basiliani italo-albanesi, nel 1996 molti arbëreshë hanno raccolto fondi e reso possibile il suo recupero, con l'aiuto di due pittori: Fatbardh Marku e Arben Jano, che hanno restaurato per quanto possibile la chiesa, dai tratti identificatori forti per la storia degli albanesi.
La parrocchia è parte dell'amministrazione apostolica dell'Albania meridionale, che comprende sia i fedeli di rito bizantino-greco che quelli di rito latino.
Le suore basiliane figlie di Santa Macrina, fondate dal basiliano italo-albanese Nilo Borgia e praticanti il rito bizantino, sono presenti ad Argirocastro, Fier, Elbasan, Boriç i Vogël, con casa filiale a Fushë-Kuqe di Gurëz (Laç).

## Arcivescovi ordinanti
- Teofilo Pirro, O.S.B.M. † (XVII secolo)[8]
- Simeon Lascaris † (6 settembre 1660 - 19 luglio 1689 deceduto)[9]
- Andrea Arcadio Stanila † (1661 - 9 settembre 1697 deceduto)[10]
- Onofrio Costantini † (1665 - 20 marzo 1717 deceduto)[11]
- Nilo Catalano, O.S.B.M. † (24 dicembre 1692 - 3 giugno 1694 deceduto)[9]
- Filoteo Zassi, O.S.B.M. † (30 maggio 1696 - 26 luglio 1726 deceduto)[9]
- Basilio Matranga, O.S.B.M. † (7 ottobre 1726 - 7 aprile 1748 deceduto)[12]
- Giuseppe Schirò, O.S.B.M. † (22 marzo 1736 - 2 dicembre 1769 deceduto)[9]
- Giovanni Crisostomo de Clugny, O.F.M. Conv. † (26 aprile 1770 - 30 luglio 1795 deceduto)[9]
- Giuseppe Angeluni, O.S.B.M. † (14 agosto 1795 - 31 marzo 1816 deceduto)[9]
- Thomas Basilius Tomaggian, O.F.M. Conv. † (9 agosto 1816 - 20 maggio 1835 deceduto)[9]

## Amministratori apostolici per gli Albanesi di rito bizantino
- Leone Giovanni Battista Nigris † (11 novembre 1939 - 1945 dimesso)[13]
- Beato Vinçenc Prennushi, O.F.M. † (1946 - 19 marzo 1949 deceduto)[14]
  - Sede vacante (1949-1992)[15]
- Ivan Dias † (1992 - 8 novembre 1996 nominato arcivescovo di Bombay)[16]
- Hil Kabashi, O.F.M. (3 dicembre 1996 - 17 giugno 2017 ritirato)
- Giovanni Peragine, B., dal 15 giugno 2017

## Santi

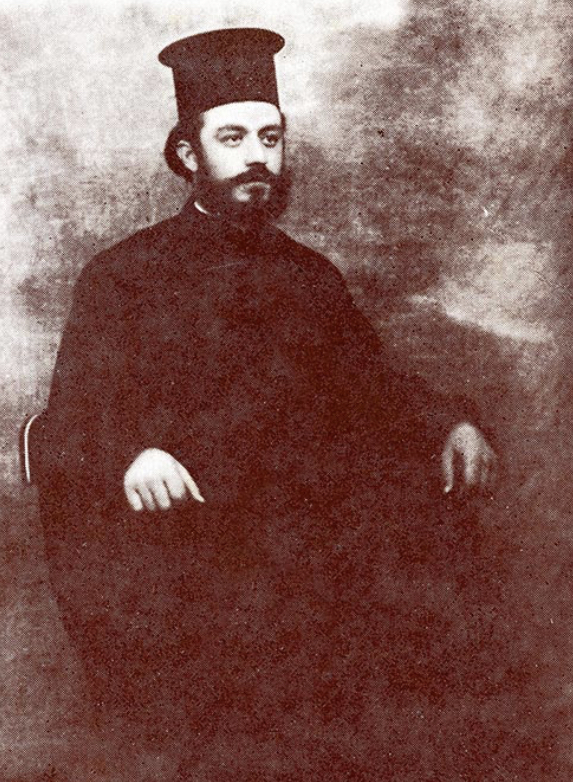
Beato Josif Papamihali (1912 – 1948)

### Patroni
- La devozione mariana (del Buon Consiglio, patrona d'Albania, e dell'Odigitria, patrona degli esuli albanesi) sono state molto diffuse nel territorio della chiesa. Sono sentiti presso gli albanesi di rito bizantino i culti di San Demetrio Megalomartire, di San Nicola di Mira, di Santa Lucia e San Paolo, il primo ad evangelizzare l'Illirico.

### Santi e beati della chiesa
- Beato Josif Papamihali † (23 settembre 1912 – 26 ottobre 1948 deceduto), sacerdote albanese di rito bizantino, martire della Chiesa greco-cattolica albanese. Fu arrestato, condannato ai lavori forzati e barbaramente ucciso per la fede cristiana durante la dittatura comunista in Albania. Si formò presso il Pontificio collegio greco di Sant'Atanasio a Roma e le eparchie italo-albanesi di Lungro, Piana degli Albanesi e il monastero di Grottaferrata[17][18][19].